# Нижняя вена подушки таламуса
Нижняя вена подушки таламуса (лат. vena pulvinaris inferior) — это вена, отводящая кровь от нижнего ядра подушки таламуса и впадающая в базальную вену, которая, в свою очередь, затем впадает в вену Галена и затем в прямой синус.